# Masashi Kamekawa
Masashi Kamekawa (født 28. maj 1993) er en japansk fodboldspiller. Han var en del af den japanske trup ved Sommer-OL 2016.